# Kasper Drużbicki

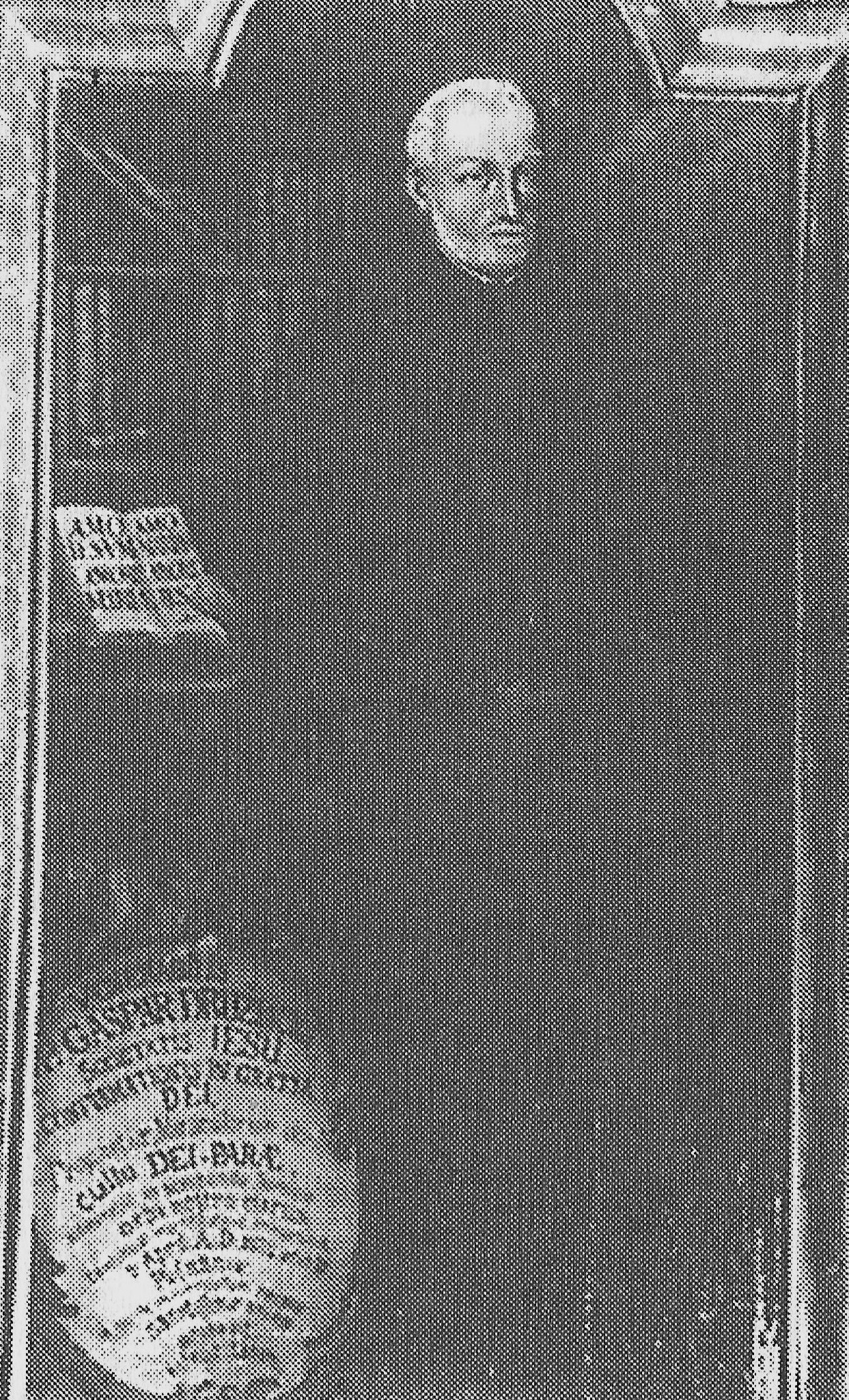
Retrato na antiga igreja paroquial (fara) de Posnânia, com o lema latino: Amo Jesus com o amor de Maria – Amo Maria com o amor de Jesus

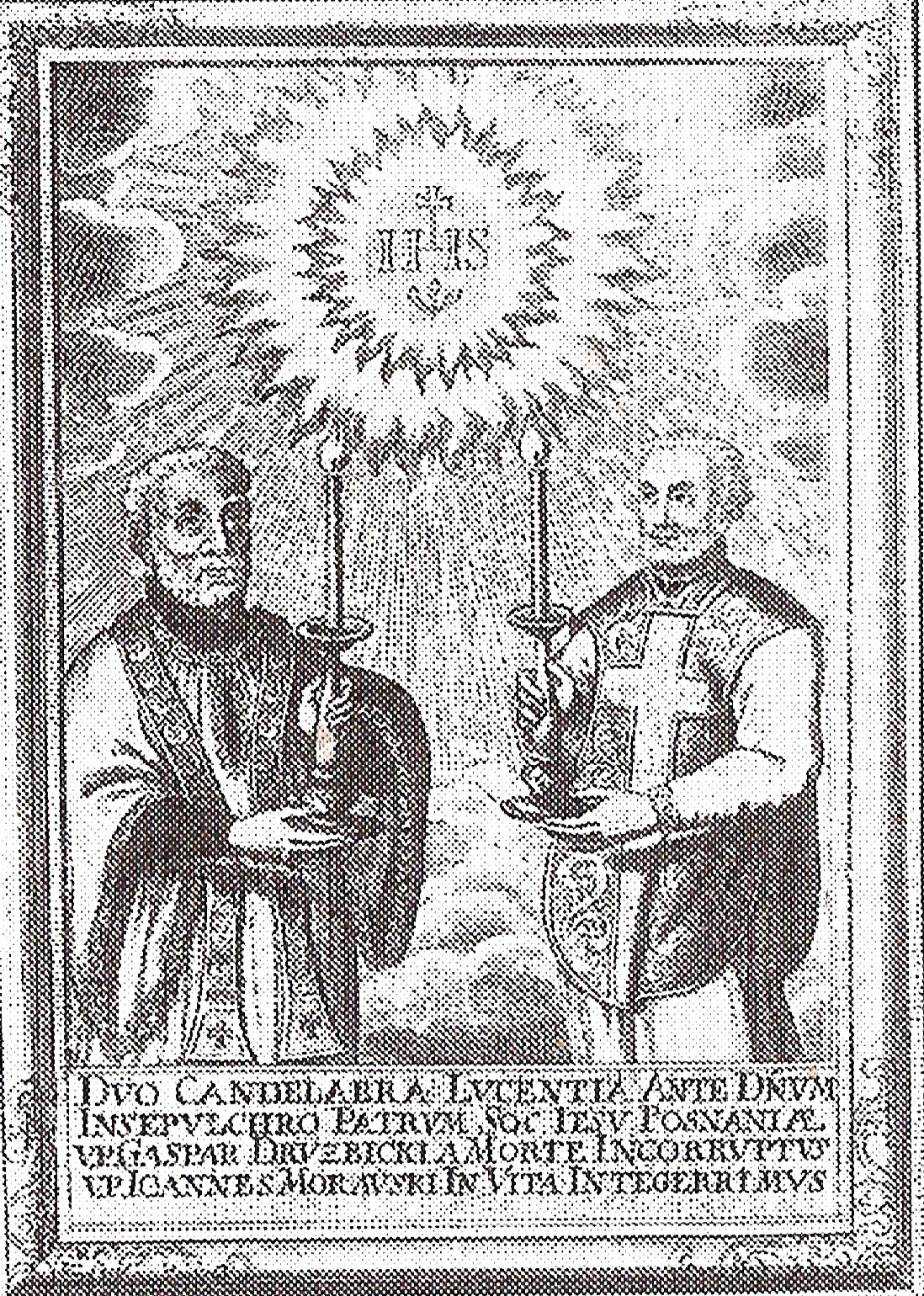
Retrato com inscrição em latim: Dois candelabros brilhando diante do Senhor – dos [sepultados] no túmulo dos padres da Companhia de Jesus em Poznań. Venerável padre Kasper Drużbicki, incorrupto pela morte; venerável padreJan Morawski, durante toda a vida inteiramente integral

Kasper Drużbicki ou Gaspar Druzbicius (nascido provavelmente em Drużbice em Ziemia Sieradzka na Polônia, 1589; entrou na Companhia de Jesus, 20 de agosto de 1609; morreu em Poznań, 2 de abril de 1662) foi um jesuíta polonês e escritor ascético.

## Vida
Um nobre ( brasão de armas de Nałęcz ). Depois de alguns anos ensinando em Lublin, tornou-se mestre de noviços em Cracóvia e, posteriormente, reitor dos colégios de Kalisz, Ostroh e, por muito tempo, de Poznań. Ele também estabeleceu uma nova faculdade em Jarosław. Foi duas vezes provincial, uma vez vice-provincial e duas vezes procurador. Ele estava na sétima e décima congregações gerais da ordem. Ele foi uma das maiores autoridades morais da Comunidade Polaco-Lituana, considerado comumente como um santo, profeta e operador de milagres. Diz-se que Drużbicki recebeu do Espírito Santo um raro dom espiritual de confirmação na graça. Ele foi um mestre do contemplativus in action e do ideal jesuíta. 

## Obras
Foi um dos principais teólogos e místicos do seu tempo, o fundador da escola polaca de espiritualidade (juntamente com Mikołaj Łęczycki), e o precursor mundial da devoção ao Sagrado Coração (antes das aparições de Margarida Maria Alacoque). Ele escreveu muitos livros ascéticos, publicados em toda a Europa (e até nas Américas). A maioria de suas obras são póstumas e foram extraídas de sua Opera ascetica (Kalisz - Poznań, 1686-1691), em dois volumes in-folio, ampliados em Opera omnia ascetica (Ingolstadt, 1732). Entre eles estão uma breve defesa da Sociedade contra um escritor da Academia de Cracóvia (1632); dois livros hagiográficos: Vita et mors gloriose suscepta reverendi patris Alberti Mencinski (Cracóvia, 1661), em polonês: Szkarłatna róża Boskiego raju (Cracóvia, 1672), e Verus Jesu socius, editado com Jan Bieżanowski Vita reverendi patris Petri Skarga ( Cracóvia, 1661).
Suas obras mais importantes são:
- Meta cordium Cor Jesu[2] (primeira edição: Kalisz, 1683), em polonês: Serce Jezusowe, meta albo cel serc stworzonych (Poznań, 1696), traduzido para o inglês "Messenger" como The Sacred Heart, the Goal of Hearts (Angers, 1885), provavelmente do Padre Dignam (1890);
- Negotiatio spiritualis (Cracóvia, 1674), em polonês: Przemysły zysku duchownego (Cracóvia, 1671);
- Centum modi meditandi Passionem Domini, (Lublin, 1652), também conhecido como Jesus passus;
- Tribunal conscientiae[3] (Cracóvia, 1672), também conhecido como Industriae examinanis, traduzido em latim como The Tribunal of Conscience para a "Quarterly Series" editada pelos Jesuítas ingleses (Londres, 1885);
- Provisiones senectutis (Kalisz, 1673), em polonês: Przygotowanie do świątobliwej śmierci (Cracóvia, 1669);
- Disciplina duszne (Kalisz, 1685);
- Tractatus de brevissima ad perfectem via (Kalisz, 1682);
- Diurnus sacerdotum Cibus (Poznań, 1691);
- Liturgicae observationes (Oliwa, 1692);
- Considerationes in dominicas totius anni ( Kalisz, 1679);
- Meditationes in festa totius anni (Kalisz, 1680);
- Droga doskonałości chrześcijańskiej (Kalisz 1665);
- Novellus religiosus (Praga, 1690), traduzido para o alemão como Neuer Religioss (Constança, 1710), também para o espanhol e encontrado na Biblioteca de Guadalajara, México;
- Vota religiosa (Poznań, 1690);
- Considerationes de soliditate verae virtutis in religiosa Societatis Jesu requisita (Praga, 1696), também conhecida como Lapis Lydius boni spiritus (Munique 1699), traduzida para o francês pelo padre redentorista Ratti (Paris, 1886) e para o alemão pelo beneditino Gütrabber como Prob Stein Eines Wahres Geistes oder Denckwürdige Erwögungen (Tegernsee, 1740).

Ele também foi um defensor de uma nova devoção – a escravidão de Maria. A partir de sua inspiração foram lançados dois livros sobre esse tema: Franciscus S. Phoenicius (Franciszek Stanisław Fenicki), Mariae mancipium (Lublin, 1632), e Jan Chomentowski (Chomętowski), Pętko Panny Maryi (Lublin, 1632).
Uma lista completa das obras de Druzbicki ocupa doze colunas no Sommervogel.
Drużbicki está sepultado na famosa igreja barroca Fara (antiga paróquia) em Poznań, onde também está seu retrato com uma frase: " Amo Jesum amore Mariae; amo Mariam amore Jesu " ("Amo Jesus com o amor de Maria; amo Maria com o amor de Jesus"). Vários anos após a morte, seu corpo foi exumado e, embora estivesse em decomposição, a língua ainda estava incorrupta. A vida de Drużbicki foi descrita no livro de seu notável discípulo Daniel Pawłowski Vita patris Gasparis Druzbicki Poloni Societatis Jesu (Cracóvia, 1670).